# Codurile de nomenclatură
Codurile nomenclaturii sau codurile de nomenclatură sunt diferitele norme care reglementează nomenclatura taxonomică, fiecare în propriul său domeniu larg de organisme. Pentru un utilizator final care se ocupă doar de numele speciilor, cu o anumită conștientizare a faptului că speciile sunt atribuite familiilor, este posibil să nu se observe că există mai mult de un cod, dar dincolo de acest nivel de bază acestea sunt destul de diferite în modul în care funcționează.
Introducerea cu succes a numelor în două părți pentru specii de către  Linnaeus a fost începutul unui sistem de nomenclatură în continuă expansiune. Cu toți naturaliștii din întreaga lume care au adoptat această abordare a gândirii numelor, au apărut mai multe școli de gândire despre detalii. A devenit din ce în ce mai evident că era necesar un ansamblu detaliat de norme care să reglementeze denumirile științifice. De la mijlocul secolului al XIX-lea încoace, au existat mai multe inițiative pentru a ajunge la seturi de reguli acceptate la nivel mondial. În prezent, codurile din nomenclatură reglementează denumirea:
- Alge, Ciuperci și Plants – Codul Internațional de Nomenclatură pentru alge, fungi și plante, (ICN), care, în iulie 2011, a înlocuit [[Codul internațional al nomenclaturii botanice] (denumită în ICBN) și anteriorul Norme internaționale din nomenclatura botanică).
- Animale – Codul Internațional de Nomenclatură Zoologică, (ICZN)
- Bacterii și Archaea – Codul internațional de nomenclatură a procariotelor⁠(d) (ICNP), care în 2008 a înlocuit Codul internațional de nomenclatură a bacteriilor (ICNB)
- Plante cultivate⁠(<span title="Soiuri|Plante cultivate la Wikidata">d) – Codul internațional de nomenclatură pentru plantele cultivate⁠(d) (ICNCP) (ICNCP))
- Asociația plantelor – Fitosociologie⁠(<span title="Codul internațional al nomenclaturii fitosociologice|Fitosociologie la Wikidata">d) (ICPN)
- Viruși – Codul internațional de clasificare și nomenclatură a virusului⁠(<span title="Comitetul Internațional pentru Taxonomia Virușilor|Codul internațional de clasificare și nomenclatură a virusului la Wikidata">d) ICVCN; A se vedea, de asemenea, clasificarea virusului